# Reburrus macquarti
Reburrus macquarti là một loài ruồi trong họ Asilidae. Reburrus macquarti được Bigot miêu tả năm 1860. Loài này phân bố ở miền Australasia.